# 東谷村 (兵庫県)
東谷村（ひがしたにむら）は、兵庫県川辺郡にあった村。現在の川西市の北部にあたる。

## 地理
- 山岳：六石山、城山、高代寺山、妙見山
- 河川：猪名川

## 歴史
- 1889年（明治22年）4月1日 - 町村制の施行により、笹部村・見野村・東畦野村・西畦野村・山原村・山下村・下財屋敷村・一庫村・黒川村・横路村（飛地を除く）・国崎村の区域をもって発足。
- 1954年（昭和29年）8月1日 - 川西町・多田村と合併して川西市が発足。同日東谷村廃止。

## 村長
- 野原種次郎

## 交通

### 鉄道路線
- 能勢電気軌道（現・能勢電鉄）
  - 妙見線
    - 一ノ鳥居駅（現・一の鳥居駅） - 畦野駅 - 山下駅 - 笹部駅

## 出身有名人
- 早川紀代秀-元死刑囚